# Communauté rurale de Sabodala
La communauté rurale de Sabodala est une communauté rurale du Sénégal située au sud-est du pays. 
Elle fait partie de l'arrondissement de Sabodala, du département de Saraya et de la région de Kédougou.
Son chef-lieu est Sabodala.